# Zenyattà Mondatta
Zenyattà Mondatta — третий студийный альбом британской рок-группы The Police, выпущенный 3 октября 1980 года на лейбле A&M Records. Он был спродюсирован группой совместно с Найджелом Греем.

## Об альбоме
По словам Стюарта Коупленда, группа пришла к названию альбома Zenyattà Mondatta, решив, что оно должно слетать с языка. «Zenyatta» и «Mondatta» — это выдуманные слова, намекающие на «дзен» (англ. zen) и на французское слово «мир» (фр. le monde), а также на reggatta — название предыдущего альбома Police, Reggatta de Blanc. Как объяснил Коупленд: «Это [название] означает всё, что угодно. [...] Будучи неопределенным, оно говорит гораздо больше. Вы можете интерпретировать его по-разному. Это не попытка быть таинственными, просто слоги, которые хорошо звучат вместе».
Альбом достиг 5 строчки в чарте США и стал № 1 в хит-парадах Великобритании и Австралии, чему поспособствовал успех синглов «Don’t Stand So Close to Me» и «De Do Do Do, De Da Da Da». Пластинка получила восторженные отзывы музыкальной прессы (среди прочих — Rolling Stone и Q), но всё же остальные четыре альбома группы были встречены лучше, и Zenyattà Mondatta стала единственной работой The Police, которая не попала в список «500 величайших альбомов всех времён по версии журнала Rolling Stone».
Альбом принёс группе две статуэтки «Грэмми»: «лучшее вокальное рок-исполнение дуэтом или группой» за «Don’t Stand So Close to Me» и «лучшее инструментальное рок-исполнение» за «Behind My Camel».

## Список композиций
Все песни написаны Стингом, за исключением отмеченных.
| №  | Название                                                                   | Автор(ы)        | Длительность |
| -- | -------------------------------------------------------------------------- | --------------- | ------------ |
| 1. | «Don’t Stand So Close to Me»                                               |                 | 4:04         |
| 2. | «Driven to Tears»                                                          |                 | 3:20         |
| 3. | «When the World Is Running Down, You Make the Best of What’s Still Around» |                 | 3:38         |
| 4. | «Canary in a Coalmine»                                                     |                 | 2:26         |
| 5. | «Voices Inside My Head»                                                    |                 | 3:53         |
| 6. | «Bombs Away»                                                               | Стюарт Коупленд | 3:09         |

| №  | Название                                       | Автор(ы)        | Длительность |
| -- | ---------------------------------------------- | --------------- | ------------ |
| 1. | «De Do Do Do, De Da Da Da»                     |                 | 4:09         |
| 2. | «Behind My Camel» (инструментальная)           | Энди Саммерс    | 2:54         |
| 3. | «Man in a Suitcase»                            |                 | 2:19         |
| 4. | «Shadows in the Rain»                          |                 | 5:02         |
| 5. | «The Other Way of Stopping» (инструментальная) | Стюарт Коупленд | 3:22         |

## Участники записи
The Police:
- Стинг — ведущий и бэк-вокал, бас-гитара, синтезаторы
- Энди Саммерс — гитара, синтезаторная гитара, бас-гитара на «Behind My Camel»
- Стюарт Коупленд — ударные, синтезаторы

Технический персонал:
- Найджел Грей[англ.] — сопродюсер и звукоинженер
- Ваталу Азанума, Эдриан Бут, Майлз Коупленд, Антон Корбейн, Дэнни Куатрочи — фотографии
- Джанет Бекман — фото обложки, фотографии
- Саймон Райан — дизайн обложки
- Vartan — арт-директор переиздания альбома
- Майкл Росс — арт-директор, дизайн, фотографии
- Боб Людвиг — мастеринг

## Положение в хит-парадах

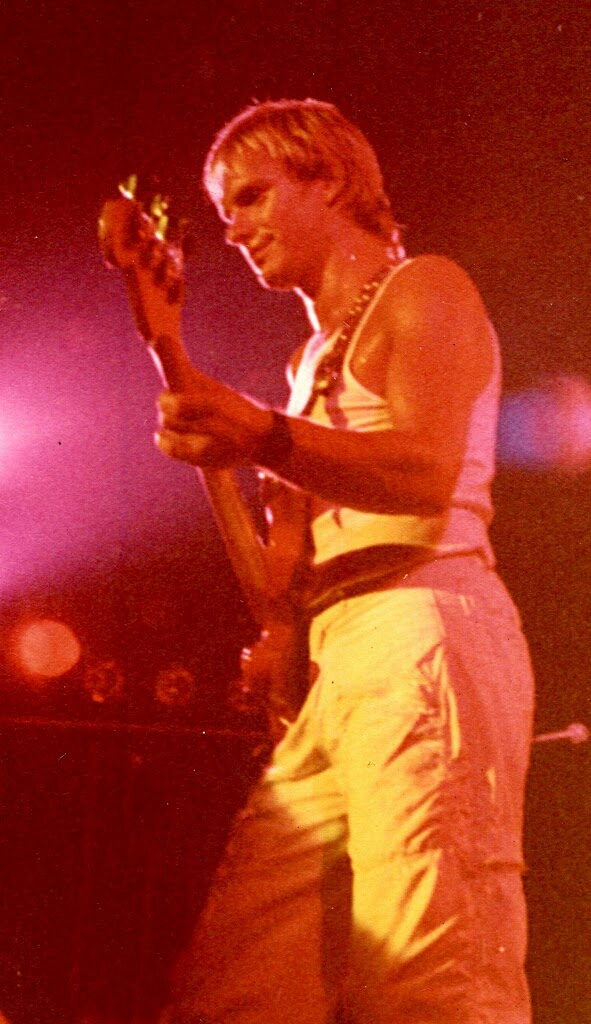
Стинг на концерте в Буэнос-Айресе, Аргентина. Декабрь 1980 года

| Год       | Хит-парад                                  | Высшая позиция | Пребывание в чарте |
| --------- | ------------------------------------------ | -------------- | ------------------ |
| 1980—1981 | Австралия (Kent Music Report)              | 1              | нет данных         |
| 1980—1981 | Австрия (Ö3 Austria)                       | 14             | 14 недель          |
| 1980—1981 | Великобритания (UK Albums Chart)           | 1              | 31 неделя          |
| 1980—1981 | Италия (Musica e dischi)                   | 2              | 30 недель          |
| 1980—1981 | Канада (RPM Albums Chart)                  | 2              | 23 недель          |
| 1980—1981 | Нидерланды (Nationale Hitparade LP Top 50) | 2              | 23 недели          |
| 1980—1981 | Новая Зеландия (RMNZ)                      | 3              | 23 недели          |
| 1980—1981 | Норвегия (VG-lista)                        | 16             | 7 недель           |
| 1980—1981 | США (Billboard Top LP’s & Tape)            | 5              | 153 недели         |
| 1980—1981 | ФРГ (Offizielle Top 100)                   | 5              | 57 недель          |
| 1980—1981 | Швеция (Sverigetopplistan)                 | 8              | 12 недель          |
| 1980—1981 | Япония (Oricon)                            | 16             | нет данных         |

| Год  | Хит-парад                          | Позиция |
| ---- | ---------------------------------- | ------- |
| 1980 | Австралия (Kent Music Report)      | 31      |
| 1980 | Великобритания (Gallup Poll)       | 1       |
| 1980 | Канада (RPM Year-End)              | 45      |
| 1980 | Нидерланды (Buma/Stemra)           | 11      |
|      |                                    |         |
| 1981 | Австралия (Kent Music Report)      | 11      |
| 1981 | Канада (RPM Year-End)              | 16      |
| 1981 | Нидерланды (Buma/Stemra)           | 84      |
| 1981 | Новая Зеландия (RMNZ)              | 25      |
| 1981 | США (Billboard Top Popular Albums) | 9       |
| 1981 | ФРГ (Jahrescharts Deutschland)     | 6       |

## Сертификации
| Регион | Сертификация  | Продажи   |
| --- | ------------- | --------- |
| Австралия (ARIA) | Платиновый    | 100 000   |
| Великобритания (BPI) | Платиновый    | 1 000 000 |
| Германия (BVMI) | Золотой       | 250 000^  |
| Италия | —             | 300 000   |
| Канада (Music Canada) | Платиновый    | 300 000   |
| Новая Зеландия (RMNZ) | Платиновый    | 15 000^   |
| США (RIAA) | 2× Платиновый | 3 000 000 |
| Франция (SNEP) | Платиновый    | 400 000*  |
| * Данные о продажах приведены только на основе сертификации. ^ Данные о тиражах приведены только на основе сертификации. |               |           |

## Награды «Грэмми»
| Год  | Композиция                   | Категория                                          |
| ---- | ---------------------------- | -------------------------------------------------- |
| 1981 | «Behind My Camel»            | Лучшее инструментальное рок-исполнение             |
| 1981 | «Don’t Stand So Close to Me» | Лучшее вокальное рок-исполнение дуэтом или группой |